# 519 Sylvania
Sylvania (asteroide 519) é um asteroide da cintura principal com um diâmetro de 48,25 quilómetros, a 2,2711004 UA. Possui uma excentricidade de 0,185968 e um período orbital de 1 702,08 dias (4,66 anos).
Sylvania tem uma velocidade orbital média de 17,8318057 km/s e uma inclinação de 11,01574º.
Esse asteroide foi descoberto em 20 de Outubro de 1903 por Raymond Dugan.